# Hedningarna
Hedningarna är en svensk och under några år delvis finsk folkmusikgrupp med elektroniska inslag. 
Gruppen bildades 1987. Den dåvarande sättningen utgjordes av Hållbus Totte Mattson, Anders Norudde (då Stake) och Björn Tollin. De ville med sin musik utforska den ursprungliga nordiska folkmusiken. De fick sitt internationella genombrott med sin andra skiva Kaksi! 1992. 

## Musikinstrument
Gruppen använder sig av många olika sorters moraharpor, de svenska varianterna av säckpipan och vevliran samt fiol, Hardingfela, sälgflöjter, ramtrummor, tamburin och övrigt slagverk, såväl som modern samplingteknik. 

## Teateruppsättning
Hedningarna var musiker i den uppmärksammade teaterföreställningen Den stora vreden, och delar av den musik som använts i föreställningen kom senare att ingå i debutskivan. 

## Diskografi
- Hedningarna (1989)
- Kaksi! (1992)
- Trä (1994)
- Hippjokk (1997)
- Karelia Visa (1999)
- Och (2012)
- Kult (2016)

### Samlingsalbum
- Fire 1996
- 1989-2003 (2003)

### EP
- Kruspolska (1994)
- Remix Project (1997)

## Samlingar
- Beginner's Guide to Scandinavia (Nascente, 2011)